# Reidenhausen

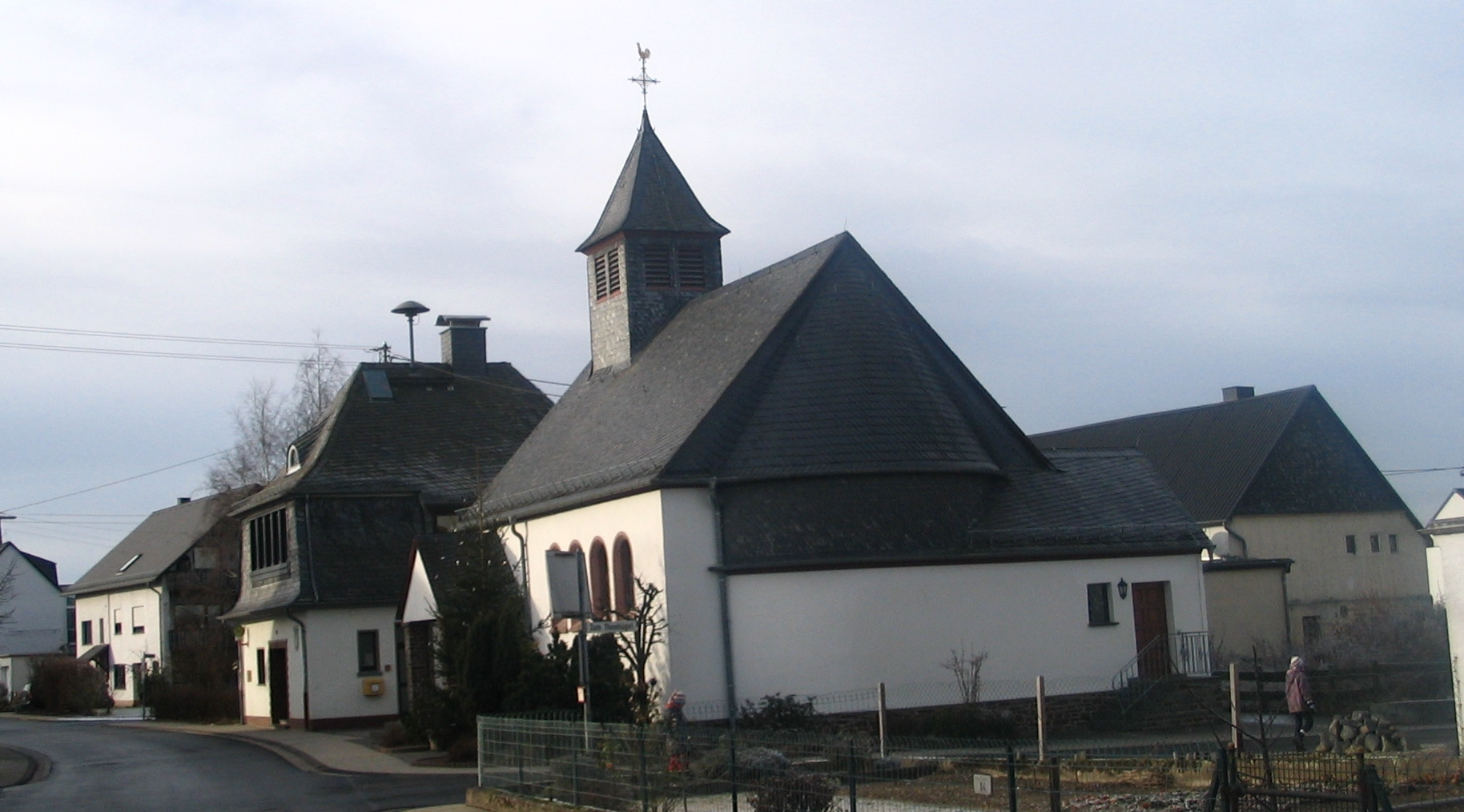
Kirche und Gemeindehaus Reidenhausen

Reidenhausen ist eine Ortsgemeinde im Landkreis Cochem-Zell in Rheinland-Pfalz. Sie gehört der Verbandsgemeinde Zell (Mosel) an.

## Geographie
Reidenhausen liegt auf einem Höhenzug im nördlichen Hunsrück, der zur Mosel hin abfällt.

## Geschichte
Über diesen Höhenzug verläuft eine alte Fernwegeverbindung, der Keltenweg Nahe–Mosel. Dass die Gemarkung altes Siedlungsland ist, beweist ein stattlicher Grabhügel am Ortsrand, an dem dieser Weg vorbeiführt.
Um 1310 wird Reudinhusin urkundlich erwähnt. Reidenhausen (zeitweise auch Rodenhausen), das mit Blankenrath eine Gemeinde bildete, wurde 1794 unter französischer Herrschaft vom Nachbarort abgetrennt. Von 1798 bis 1814 gehörte der Ort zum Kanton Zell im Rhein-Mosel-Département. 1815 wurde die Region und damit auch Reidenhausen auf dem Wiener Kongress dem Königreich Preußen und von diesem zunächst der Bürgermeisterei Senheim, später der Bürgermeisterei Blankenrath im Kreis Zell zugeordnet. Seit 1946 ist der Ort Teil des Landes Rheinland-Pfalz. Durch das 8. Verwaltungsvereinfachungsgesetz vom 18. Juli 1970 mit Wirkung vom 7. November 1970 kam die Gemeinde Reidenhausen nach der Auflösung der Verbandsgemeinde Blankenrath zur Verbandsgemeinde Zell (Mosel).

## Politik

### Gemeinderat
Der Gemeinderat in Reidenhausen besteht aus sechs Ratsmitgliedern, die bei der Kommunalwahl am 9. Juni 2024 in einer Mehrheitswahl gewählt wurden, und dem ehrenamtlichen Ortsbürgermeister als Vorsitzendem.

### Bürgermeister
Christian Klemm wurde am 18. Juni 2019 Ortsbürgermeister von Reidenhausen. Da bei der Direktwahl am 26. Mai 2019 kein Bewerber angetreten war, oblag die Neuwahl des Bürgermeisters gemäß rheinland-pfälzischer Gemeindeordnung dem Rat. Dieser entschied sich für Klemm. Bei der Direktwahl am 9. Juni 2024 wurde er als einziger Bewerber mit einem Stimmenanteil von 70,8 % für weitere fünf Jahre wiedergewählt.
Klemms Vorgänger Erich Theisen hatte das Amt 15 Jahre ausgeübt.

### Wappen
| Wappen von Reidenhausen | Blasonierung: „Eine eingeschweifte gestürzte Spitze, darin in Grün eine goldene Lilie, gespalten; vorne rot-silbern geschacht, hinten in Silber ein rotes Balkenkreuz.“ |
| Wappen von Reidenhausen | Wappenbegründung: Seit dem Bestehen einer Kapelle ist Maria die Kirchenpatronin. Das Attribut der Mutter Gottes ist die Lilie. Die grüne Farbe soll auf die jahrhundertelange einzige Erwerbsquelle, die Landwirtschaft, hinweisen. Das rot/silber geschachtelte Feld stammt aus dem Wappen der Sponheimer; sie hatten bis zum 18. Jahrhundert Besitzansprüche auf dem gesamten Hunsrück. Das rote Balkenkreuz weist auf die frühere Herrschaft von Kurtrier hin. |

## Persönlichkeiten
- Josef Theisen (1906–nach 1980), Romanist und Literaturwissenschaftler